# Johann Kroll
Johann Kroll (ur. 25 czerwca 1918 w Rozkochowie, zm. 16 marca 2000) – działacz mniejszości niemieckiej na Śląsku Opolskim. Współzałożyciel i przewodniczący Towarzystwa Społeczno-Kulturalnego Niemców na Śląsku Opolskim.

## Życiorys
Urodził się w 1918 w Rozkochowie koło Prudnika. Uczęszczał do gimnazjum Carolinum w Nysie. Po napisaniu matury został wcielony do wojska niemieckiego i służył w jednostce strzelców alpejskich w Jeleniej Górze. W 1942 został ciężko ranny podczas walk na Krymie.
W 1948 ożenił się i osiadł na ponad 30 hektarowym gospodarstwie rolnym w Obrowcu. W 1975 roku założył Rolniczą Spółdzielnię Produkcyjną w Obrowcu.
W 1990 był współzałożycielemi Towarzystwa Społeczno-Kulturalnego Niemców na Śląsku Opolskim, którego był także pierwszym przewodniczącym. Wspierał także powstanie towarzystw mniejszościowych w Olsztynie, Szczecinie, Poznaniu, Bydgoszczy, Gliwicach i Częstochowie. Był radnym Rady Powiatu Krapkowickiego.
Zmarł 16 marca 2000. Pochowany został na cmentarzu w Gogolinie.
Jego synem jest Henryk Kroll, kilkukrotny poseł na Sejm RP.

## Upamiętnienie
W 2003 roku, Rada Miejska w Gogolinie, na wniosek burmistrza Joachima Wojtali, przyznała mu pośmiertnie tytuł „Zasłużonego dla Miasta Gogolina”.
23 maja 2010 roku, z inicjatywy Zarządu TSKN na Śląsku Opolskim, na ścianie Urzędu Miejskiego w Gogolinie została odsłonięta tablica upamiętniająca Johanna Krolla.
Jest patronem ulicy w Gogolinie (wcześniej ul. Mariana Buczka).

## Wybrane odznaczenia
- Krzyż Kawalerski Orderu Odrodzenia Polski[3],
- Krzyżem Zasługi na Wstędze Orderu Zasługi Republiki Federalnej Niemiec (1999)[7]